# OpenRISC 1200
Az OpenRISC 1200 (OR1200) a nyílt forráskódú OpenRISC 1000 RISC architektúra megvalósítása.
Ez egy szintetizálható CPU-mag, amelyet sok éven át a fejlesztők tartottak karban az OpenCores.org közösségben, bár ezt az aktivitást 2015 óta átvette a Free and Open Source Silicon Foundation alapítvány. A processzormag Verilog RTL leírását a GNU Lesser General Public License (LGPL) licenc alatt adták ki.

## Architektúra

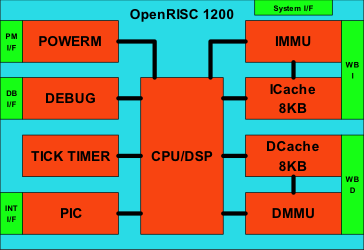
Az OR1200 processzor architektúra blokkvázlata

Az OR1200 jogvédett processzormagja (IP core) Verilog hardverleíró nyelven van megvalósítva. Mivel ez egy nyílt forráskódú mag, a kialakítása teljesen nyilvános és bárki által letölthető és módosítható. A hivatalos implementációt a fejlesztők tartják karban az OpenCores.org-nál. Az implementáció meghatároz egy energiagazdálkodási egységet, hibakereső egységet, óra és időzítő egységet, programozható megszakításvezérlőt, központi feldolgozóegységet (CPU), és memóriakezelő hardvert. A processzorhoz perifériás rendszerek és memória-alrendszer adható hozzá a szabványos 32 bites Wishbone síninterfész implementációjának használatával. Az OR1200 tervezett teljesítménye összehasonlítható az ARM10 processzor architektúráéval.

## CPU/DSP

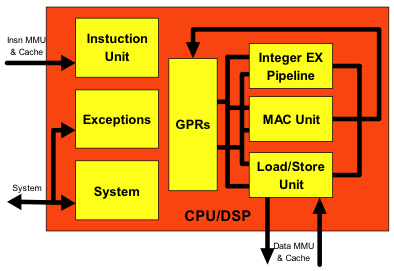
Az OR1200 CPU/DSP (digitális jelprocesszor) blokkvázlata

Az OR1200 CPU a 32 bites ORBIS32 utasításkészlet-architektúra (ISA) és (opcionálisan) az ORFP32X IEEE 754 szabványnak megfelelő, egyszeres pontosságú lebegőpontos támogatást megvalósító ISA implementációja. Az ISA-nak öt utasításformátuma van és két címzési módot támogat: regiszter-indirekt eltolással, és programszámláló-relatív. Az implementációnak egy egyszeres kibocsátású 5 fokozatú futószalagja van, és egyciklusú végrehajtásra képes a legtöbb utasítás esetén. A CPU tartalmaz egy MAC egységet is, a digitális jelfeldolgozó (DSP) alkalmazások jobb támogatása érdekében.

## Memóriakezelés
Az OR1200 kialakítás Harvard memóriaarchitektúrát alkalmaz, emiatt külön memóriakezelő egységekkel (MMU-kkal) rendelkezik az adat- és az utasításmemóriák számára. Az MMU-k mindegyike tartalmaz egy hash-alapú 1 utas közvetlen leképezésű címfordító gyorsítótárat (translation lookaside buffer, TLB) melyek lapmérete 8 KiB és alapértelmezett mérete 64 bejegyzés. A TLB-k egyedileg méretezhetők 16 és 256 bejegyzés között. Mind az utasításmemória, mind az adatmemória külön egyutas közvetlen leképezésű gyorsítótárral rendelkezik. Mindegyik gyorsítótár alapértelmezett mérete 8 KiB, de mindkettő egyedileg méretezhető az 1 és 64 KiB tartományban. Az MMU támogatja a virtuális memóriát.

## Teljesítmény
A mag 1,34 CoreMarks/MHz teljesítményt ér el 50 MHz-en, Xilinx FPGA technológián.
A legrosszabb esetben az OR1200 órajelfrekvenciája 250 MHz 0,18 μm-es 6LM gyártási eljárás mellett. A Dhrystone teljesítményteszten egy 250 MHz-es OR1200 processzor 250 Dhrystone millió utasítás másodpercenként (DMIPS) teljesítményt mutat. Egy 250 MHz-es, 0,18 μm-as eljárással készült processzor becsült energiafelhasználása kevesebb mint 1 W teljes sebességen és kevesebb mint 5 mW fél sebességen.[forrás?]

## Alkalmazások
Általánosságban az OR1200 processzort különféle beágyazott alkalmazásokban tervezik felhasználni, beleértve a távközlést, a hordozható médiát, az otthoni szórakoztatást és az autóipari alkalmazásokat. A GNU eszközkészletet (a GCC-vel együtt) szintén sikeresen portolták az architektúrára, bár nem hibamentes. A Linux kernelnek van egy portja az OR1K (OpenRISC 1000) processzorhoz, amely az OR1200-on is fut. A newlib és uClibc beágyazott C könyvtárak legújabb portjai a szintén elérhetőek a platformra.

## Implementációk
Az OR1200-at sikeresen megvalósították FPGA és ASIC technológiákat alkalmazva.

## Történet
Az OpenRISC 1000 architektúra első nyilvános említése 2000-ből származik.

## Fordítás
Ez a szócikk részben vagy egészben  az   OpenRISC 1200 című angol Wikipédia-szócikk ezen változatának fordításán alapul.  Az eredeti cikk szerkesztőit annak laptörténete sorolja fel. Ez a jelzés csupán a megfogalmazás eredetét és a szerzői jogokat jelzi, nem szolgál a cikkben szereplő információk forrásmegjelöléseként.